# Анатомическая табакерка
Анатомическая табакерка (лат. fovea radialis — лучевая ямка) — треугольное углубление у основания большого пальца между сухожилием его длинного разгибателя и сухожилиями его короткого разгибателя и длинной отводящей мышцы.
Названа в связи с тем, что она использовалась для размещения и нюханья табака.
Через анатомическую табакерку проходит лучевая артерия (arteria radialis), прикрытая в этой области только кожей, поэтому легко нащупать её пульсацию.